# János Dömötör
János Dömötör, madžarski general, * 1889, † 1972.